# Belgijska Partia Socjalistyczna
Belgijska Partia Socjalistyczna (fr. Parti Socialiste belge PSB, nid. Belgische Socialistische Partij BSP) – belgijska partia polityczna działająca w latach 1945–1978. W 1978 roku podzieliła się na dwa ugrupowania flamandzką Partię Socjalistyczną i walońską Partię Socjalistyczną.

## Historia

### Geneza

#### Belgijska Partia Robotnicza
Poprzedniczką Partii Socjalistycznej była BPR, Belgijska Partia Robotnicza powstała w kwietniu 1885 roku. Większość uczestników nowej partii pochodziła z pierwszej Belgijskiej Partii Socjalistycznej (powstałej w 1879 roku). Program partii uchwalono w 1894 roku w Quarengnon. Partia w 1920 roku rozłamała się na dwa skrzydła, rewolucjoniści stanowiący mniejszość utworzyli Komunistyczną Partię Belgii, reformiści stanowiący większość kontynuowali działalność pod starą nazwą. Partia Robotnicza w dwudziestoleciu międzywojennym stała się jedną z głównych partii belgijskiej sceny politycznej. W wyborach parlamentarnych otrzymywała zazwyczaj jedną trzecią głosów, wraz z prawicą uczestniczyła kilka razy w koalicjach rządowych.
Po inwazji hitlerowców na Belgię w 1940 roku, przewodniczący Partii Robotniczej, Hendrik de Man, rozwiązał partię. Większość działaczy nie pogodziła się z decyzją o rozwiązaniu partii. W 1941 roku doszło do zjednoczenia kilku podziemnych grup socjalistów. W czerwcu 1945 roku po wyzwoleniu Belgii doszło do Zjazdu Zwycięstwa, na którym proklamowano powstanie Belgijskiej Partii Politycznej.

### Początek działania partii, tworzenie struktur
Belgijska Partia Socjalistyczna formalnie założona została w czasie zjazdu socjalistów belgijskich w okresie od 9 do 11 czerwca 1945 roku. Jako punkt odniesienia przyjęto Deklarację zasad Belgijskiej Partii Robotniczej z 1894 roku. Struktura organizacyjna partii podkreślała podziały językowo-kulturalne społeczeństwa Belgii. Partia została podzielona na odrębne i autonomiczne organizacje działające na zasadzie federacji, partia składała się z walońskiej Partisocialiste belge i flamandzkiej Belgische Socialistische Partij. Status organizacji autonomicznych określał statut partii. Istniał parytet między frakcją frankofońską a flamandzką. Od 1971 roku partia miała dwóch równoległych współprzewodniczących jednego wywodzącego się z organizacji flamandzkiej, drugiego z walońskiej. 
Po wyzwoleniu Belgii przez wojska alianckie powstał rząd jedności narodowej z udziałem partii lewicowych – Partii Robotniczej i komunistów. W okresie 1944–1947 BPS brała udział w pięciu (na siedem) rządach koalicyjnych. Po zakończeniu wojny wzmocniona została partyjna lewica. Prawica partyjna skompromitowana została decyzją o rozwiązaniu Partii Robotniczej w 1940 roku. Nastąpiło pewne zbliżenie do partii komunistycznej, szczególnie w latach 1944–1946. Nasiliły się tendencje antykapitalistyczne. Zjazd partii z 1945 roku zadeklarował możliwość rozmów z Partią Komunistyczną. Na skutek rozłamu w koalicji alianckiej i po napięciach związanych z wybuchem zimnej wojny, socjaliści belgijscy zerwali kontakty z tamtejszą partią komunistyczną. Partia Socjalistyczna przystąpiła do bloku antykomunistycznego. W marcu 1947 roku usunięto z rządu koalicyjnego ministrów wywodzących się z ruchu komunistycznego. BPS mówiła o „potrzebie obrony demokracji przed zagrożeniem ze strony komunistów”. Stopniowo większość zdobyła frakcja prawicowa socjalistów na czele z Paulem-Henri Spaakiem. Spaak był zwolennikiem kursu reformistycznego i akceptacji systemu kapitalistycznego. 
Belgijska Partia Socjalistyczna wchłonęła dużą część elektoratu osłabionych komunistów (z 12,% głosów w 1946 do 3,5% w 1954). Na arenie międzynarodowej, socjaliści belgijscy sprawowali stanowiska ministrów spraw zagranicznych (z małymi przerwami od 1945 do 1966), uczestnicząc w utworzeniu NATO, socjaliści popierali politykę zimnowojenną rządów zachodnich i antykomunizm. 
W latach 60. nastąpiła pewna zmiana akcentów zwana „zwrotem w lewo”. Przewodniczący Leo Collard tworząc hasło „zgromadzenia ludzi postępu” uwzględnił współpracę z Komunistyczną Partią Belgii. W lutym 1974 współprzewodniczący socjaldemokracji Andre Cools w otwartym liście do lidera komunistów Luisa van Geyta napisał o możliwej budowie frontu, w którym znaleźć się mogła również KPB. Pomysłowi temu przeciwni byli partyjni prawicowy. Zmiana strategii nastąpiła już w styczniu 1976 roku gdy Willy Claes na spotkaniu zachodnioeuropejskich socjalistów powiedział, że rozumie współpracę komunistów i socjalistów w Europie południowej ale nie akceptuje takiej współpracy w Belgii. 
Pod koniec lat 60., do partii należało 216 tysięcy osób, a w 1977 już 260 tysięcy (ogólna liczba Belgów wynosiła wówczas blisko 10 milionów). W skład partii wchodziły także organizacje społeczne czy kulturalne które uznawały BPS za reprezentację polityczną swoich organizacji. Jedną z takich organizacji była centrala związkowa FGTB licząca wówczas milion członków, do BPS wchodziło również zrzeszenie spółdzielcze SGC. 
W okresie 1974–1976 BPS przeszła do opozycji wobec chadeków. Karta doktrynalna partii z listopada 1974 roku powróciła do haseł rewolucji socjalistycznej. Program z 1974 roku odrzucał wszelkie formuł integracji z ustrojem kapitalistycznym. W 1977 roku socjaliści powrócili do koalicji rządowej z prawicą. W czerwcu powstał rząd chadecji, socjalistów i regionalistów, socjaliści dostali resort ekonomiczny, edukacji narodowej i spraw zagranicznych. Koalicja zahamowała politykę „zwrotu w lewo”, nastawiając kierownictwo na współpracę z chadekami.

### Miejsce na scenie politycznej
BPS zajmowała pozycję zbliżoną do BPR. Była drugą z największych partii zaraz po Partii Społeczno-Chrześcijańskiej, Scena polityczna powojennej Belgii zdominowana była przez chadeków, socjalistów oraz liberałów z Partii Wolności i Postępu (do 1961 roku Partia Liberalna), trzy z najważniejszych partii tworzyły koalicje rządowe. Sytuacja zmieniła się po 1968 roku gdy zaostrzyły się spory między Flamandami i Walonami, wówczas sukces wyborczy odniosły partię regionalny; we Flandrii – Unia Ludowa, natomiast w Walonii – Zgromadzenie Walońskie. W Brukseli zwycięstwo odniósł Demokratyczny Front Frankofonów. Wybory te zmieniły na trwałe scenę polityczną kraju. 
Na kilkanaście lat przed podziałem partii na dwie odrębne, BPS zanotował w wyborach spadek poparcia. W 1946 roku BPS zdobyła 31,6%, w 1954 – 37,3%, w 1965 – 28,3%, a w 1977 jedynie 26% poparcia (w prowincji Luksemburg zdobyła dodatkowe 0,6% wspólnie z ugrupowaniem Zgromadzenie Walońskie). W 1978 zwołano przedterminowe wybory. BPS straciła 4 mandaty parlamentarne, chadecy i liberałowie otrzymali natomiast większe poparcie. BPS zagroziła możliwość stania się partią regionalną Walonów, poparcie dla partii we Flandrii spadało sięgając w latach 70. od 24,54% (1971) do 22,42% (1977), stale rosło natomiast poparcie w Walonii gdzie w latach 70. sięgało one od 34,97% (1971) do 37,73% (1977). Spadek poparcia we Flandrii spowodowany był głównie konkurencją z Partią Społeczno-Chrześcijańską. 
Głównym elektoratem partii była klasa robotnicza Flandrii (58% tamtejszego elektoratu) i Walonii (64,4% w całej Walonii, 34,% w Brukseli). Kolejną grupą zawodową byli urzędnicy – 16,8% w Walonii, we Flandrii 27%, a w Brukseli 34,8%. Kupcy i rzemieślnicy we Flandrii stanowią 12% poparcia BPS w Walonii natomiast 9,4%. Kadry administracyjno-kierownicze we Flandrii stanowiły 4,1% elektoratu, a w Walonii 5%. Szczegółowe dane nie były publikowane, notowany był wzrost poparcia urzędników i drobnej burżuazji.
Spadek poparcia przyczynił się do poszukiwania nowych koncepcji partii. BPS w latach 60. opracowała koncepcję „partii otwartej” dla wszystkich klas społecznych, już w 1945 roku na zmianie nazwy z „Robotniczej” na „Socjalistyczną” zaważyły tendencje partyjne; socjaliści nie adresowali już programu tylko dla robotników, ale także i do inteligencji. W maju 1969 roku przewodniczący Leo Collard ogłosił hasło „zgromadzenia ludzi postępu”. Hasło polegać miało na zjednoczeniu wszystkich grup akceptujących program socjalistów bez względu na ich światopogląd i przynależność klasową. BPS według nowej strategii miała być szerokim frontem demokratycznym i antykapitalistycznym. Polityka ta realizowana była szczególnie w latach 70. gdy partia dążyła w dużej mierze do przejęcia elektoratu klasy średniej i chrześcijańskiego socjalizmu. Główną siłą głosującą na BPS pozostali robotnicy, partia zdobyła niemal całe poparcie wśród robotników ze względu na m.in. słabe poparcie dla innych partii lewicowych w tym Komunistycznej Partii Belgii (w 1977 roku uzyskała tylko 2,71% głosów). Silniejsza pozycja w Walonii jest związana z silną pozycją Kościoła we Flandrii gdzie największe poparcie mieli chrześcijańscy demokraci. Skrzydło socjalistyczne z Flandrii zaliczane było do prawicowego skrzydła BPS.

## Ideologia
BPS odwoływała się do Deklaracji zasad Partii Robotniczej z 1894 roku oraz Linii politycznej Partii z czerwca 1945 roku. Deklaracja zasad mówiła o wyzwoleniu ekonomicznym, moralnym i politycznym proletariatu. Miało ono nastąpić poprzez uspołecznienie środków produkcji i bogactw naturalnych. Obok elementów myśli marksistowskiej pojawiły się elementy reformizmu i solidaryzmu społecznego. Deklaracja partii mówiła o tym że nie walczy ona jedynie o wyzwoleniu klasy robotniczej lecz wszystkich uciśnionych, nie przywiązywano zbyt dużej wagi do spraw klasowych. 
Linia polityczna wnosiła postulat zlikwidowania kapitalizmu, zniesienia klas społecznych i uspołecznienia. „Transformacja rewolucyjna” dokonana miała zostać jedynie przez respektowanie zasad demokracji i reformizmu. 
Uchwała partii z 1959 roku postulowała budowę gospodarki mieszanej w której wiodącą rolę miał mieć kapitał prywatny i prywatni przedsiębiorcy. Idea ta nawiązywała do przedwojennych poglądów reformistów na czele z de Manem. W latach 60. prawica wewnątrzpartyjna dążyła do tego aby partia przyjęła doktrynę „adekwatną do współczesnego kapitalizmu”. Teoretykami nurtu neoreformistycznego popieranego przez prawicę partyjną byli m.in. Henri Simonet i Marc Janne. Reformiści postulowali tezy o „samoulepszaniu się kapitalizmu”. Henri Simonet określał kapitalizm w części krajów wysoko rozwiniętych jako neokapitalizm mający być wyższym stadium społeczeństwa kapitalistycznego. 
Zjazd z 1974 roku odszedł nieco od postulatów reformistycznych idąc w kierunku lewicy („zwrot w lewo”). Spowodowane to było poniekąd przez sytuację państw Trzeciego Świata i ówczesny kryzys ekonomiczny państw kapitalistycznych. Przyjęto kart Dzisiejszy socjalizm w skład której wchodził rozdział Odrzucenie kapitalizmu; ostra krytyka kapitalizmu i eliminacja pojęcia „neokapitalizmu”. Cześć programu Ekonomika w służbie wszystkich mówił o transformacji kapitalizmu w kierunku socjalistycznym. Miało to się odbyć poprzez kontrolę robotniczą, globalną rolę planowania i transformację struktur ekonomicznych i społecznych. Realizacja prawdziwej równości poprzez słuszniejszy podział dochodu narodowego postulował; reformę systemu socjalnego który powinien zrównać uprawnienia pracowników fizycznych, umysłowych i tzw. niezależnych; nową politykę fiskalną m.in. zwiększenie podatku od dziedziczenia praw majątkowych. Istotną rolę zajmowała teoria samozarządzania.

## Polityka zagraniczna
Program polityki zagranicznej zawarty w karcie Dzisiejszy socjalizm mówił o konieczności utrzymania pokoju, integracji z krajami Trzeciego Świata, zagadnienia ta miały być jednym z elementów walki o socjalizm. BPS popierała rolę ONZ. Postulowała przeprowadzenie procesu rozbrojenia i rozwiązywania antagonizmów między blokiem wschodnim a zachodnim. Partia odrzucała zarówno struktury państw demokracji ludowej i państw kapitalistycznych. Program z 1977 roku popierał ustalenia Aktu Końcowego KBWE oraz dialog w Helsinkach dotyczący ograniczenia zbrojeń w Europie. Partia opowiadała się za zamrożeniem wydatków rządu na wojsko, kontrolę cen broni, postulowała wyprowadzenie wojsk belgijskich z Niemiec Zachodnich. Socjaliści belgijscy podjęli rozmowy z partiami rządzącymi w państwach socjalistycznych i domagali się rozluźnienia stosunków zimnowojennych między blokami.
Priorytetem Partii Socjalistycznej była integracja Europy w ramach Europejskiej Wspólnoty Gospodarczej. Partia poparła utworzenie i działanie Parlamentu Europejskiego. Partia uczestniczyła w pracach Międzynarodówki Socjalistycznej i dążyła do utworzenia „socjalistycznego programu europejskiego” i współpracy z pozostałymi partiami socjaldemokratycznymi Europy zachodniej. Uczestniczyła w utworzonej w grudniu 1976 roku Konfederacji Partii Socjalistycznych w Europejskiej Wspólnocie Gospodarczej. BPS pod koniec lat działalności współpracowała szczególnie z Socjaldemokratyczną Partią Niemiec, holenderską Partią Pracy, Hiszpańską Socjalistyczną Partią Robotniczą oraz francuską Partią Socjalistyczną.
Dużą rolę w kierunku partii miały kraje Trzeciego Świata. Program z 1977 podkreślał konieczność współpracy i solidarności Belgii z państwami rozwijającymi się. Partia Socjalistyczna deklarowała, że zagospodaruje minimum jeden procent produktu globalnego państwa na udzielenie pomocy państwom rozwijającym się.

## Struktury
Partia Socjalistyczna działa poprzez sekcje lokalne operujące na terenie gmin. Sekcje te wchodzą w skład 29 federacji okręgowych (14 flamandzkich, 14 walońskich i 1 dla Brukseli). Federacje wybierały delegatów którzy brali udział w Zjeździe Krajowym BPS. Zjazd ten powoływany był co najmniej raz w roku. Organem centralnym było Biuro partii, wybierane przez Zjazd do dwa lata. W skład Biura wchodzili dwaj współprzewodniczący – jeden z nich reprezentował Walonię, a drugi Flandrię, sekretarz i 24 członków (parytet Walonów i Flamandów). Pomiędzy Zjazdami Krajowymi partii obradowała Rada Generalna. Komitet Centralny składający się z grupy parlamentarnej, kierownictwa federacji i delegatów federacji, zwoływany był najczęściej raz w roku. Federacje Walonów i Flamandów organizowały także własne, oddzielne zjazdy. 
W skład kierownictw federacji i sekcji uczestniczyć musiało 15% młodzieży. Z partią związane był stowarzyszenia takie jak Krajowy Ruch Kobiet Socjalistek, grupujący szesnaście różnych organizacji Konfederacja Młodzieży Socjalistycznej, stowarzyszenie „La Generale ouvriere” i Socjalistyczny Instytut Kadr Młodzieżowych.
Organem BPS był dziennik „Le Peuple” i miesięcznik „Socialisme”.

## Wyniki wyborcze

### Wybory do Izby Reprezentantów
- 1946: 31,6% głosów, 66 mandatów[24]
- 1949: 29,8% głosów, 66 mandatów[25]
- 1950: 34,51% głosów, 73 mandatów[26]
- 1954: 37,4% głosów, 82 mandatów[27]
- 1958: 35,8% głosów, 80 mandatów[28]
- 1961:  36,7% głosów, 84 mandatów[29]
- 1965: 28,3% głosów, 64 mandatów[30]
- 1968: 26% głosów, 59 mandatów[31]
- 1971: 22,2% głosów, 50 mandaty[32]
- 1974: 26,7% głosów, 59 mandatów[33]
- 1977:  10,8% głosów, 34 mandatów[34]

### Wybory do Senatu
- 1946: 31,2% głosów, 34 mandatów[35]
- 1949: 30% głosów, 33 mandatów[36]
- 1950: 34,8% głosów, 37 mandatów[37]
- 1954: 36,7% głosów, 42 mandatów[38]
- 1958: 35,9% głosów, 40 mandatów[39]
- 1961: 36,8% głosów, 45 mandat[40]
- 1965: 28,3% głosów, 31 mandatów[41]
- 1968: 28,5% głosów, 33 mandatów[42]
- 2024: 25,4% głosów, 24 mandatów[43]